# Моргунов, Игорь Иванович
И́горь Ива́нович Моргуно́в (род. 12 мая 1949, Холмск, Сахалинская область) — украинский художник-живописец и монументалист. Заслуженный художник Украины (2008).

## Биография
В 1968 году окончил Днепропетровское художественное училище, в 1974 году — монументальное отделение Харьковского художественно-промышленного института. Член Союза художников с 1980 года.

## Творчество
Участник республиканских, всесоюзных и зарубежных выставок.
Работы Игоря Моргунова находятся в Харьковском художественном музее (Украина), в Художественно-мемориальном музее И. Е. Репина (Украина, Чугуев), галерее «ICAT» (Бельгия, Берзель), в частных коллекциях Украины, России, Германии, Швейцарии, Бельгии, США, Ирландии, Китая.

### Персональные выставки
- 1993 — Траунштайн (Германия)
- 1996 — Дом Учёных (Харьков)
- 1997 — Союз художников (Харьков)
- 2003 — Дом художника (Харьков)
- 2005 — Галерея Академия (Харьков)
- 2007 — Галерея Академия, выставка «Фрагменты» (Харьков)
- 2007 — Дом Нюрнберга, выставка «Свежий ветер» (Харьков)
- 2009 — Харьковский художественный музей, «Триптих»
- 2010 — Художественно-мемориальный музей И. Е. Репина (Чугуев)
- 2011 — Методический центр Харьковской академии дизайна и искусств
- 2013 — выставка лауреатов премии им. Репина, Харьковский художественный музей

### Монументальная живопись
- Роспись дома природы (Днепр, 1983)
- Художественное оформление станций Харьковского метрополитена:
  - «Исторический музей» (1984)
  - «Ботанический сад» (2004)
  - «Алексеевская» (2010)
  - «Победа» (2016)
- Роспись Харьковского пульмонологического санатория (Харьков, 1988)
- Роспись зала ожидания № 2 железнодорожного вокзала в Киеве

## Награды
- премия им. И. Е. Репина
- почётный знак харьковского областного совета «Слобожанская слава»
- творческая премия Харьковского городского совета (2005)
- Заслуженный художник Украины (2008)
- титул «Харьковчанин года» (2009).